# Lobocleta magniferaria
Lobocleta magniferaria är en fjärilsart som beskrevs av Walker 1861. Lobocleta magniferaria ingår i släktet Lobocleta och familjen mätare. Inga underarter finns listade i Catalogue of Life.